# 李泰南
李泰南（리태남，1938年6月25日—），朝鲜政治人物。
早年毕业于平壤机械大学，后任职于罗南煤矿机械厂、黄海制铁联合企业、胜利汽车联合企业。2009年，担任平安南道党委责任书记。2010年6月7日任内阁副总理。2011年4月7日因病离职。